# Lanaken
Lanaken (Limburgheză: Lôneke) este o comună din regiunea Flandra din Belgia. Comuna este formată din localitățile Lanaken, Gellik, Neerharen, Veldwezelt, Rekem, Smeermaas și Kesselt. Suprafața totală a comunei este de 59,00 km². La 1 ianuarie 2008 comuna avea o populație totală de 24.935 locuitori. 